# نازل (واشینگتن)
نازل (به انگلیسی: Naselle) یک حوزه سرشماری در ایالات متحده آمریکا است که در شهرستان پاسیفیک، واشینگتن واقع شده‌است. نازل ۵٫۹ کیلومتر مربع مساحت و ۴۱۹ نفر جمعیت دارد و ۱۰ متر بالاتر از سطح دریا واقع شده‌است.